# 神道碑
神道碑是中国传统墓葬中，立于神道（墓道）旁的碑。源于先秦时代的下棺碑，出现的时间可追溯到东汉:50。
神道碑和墓碑、墓碣、墓表是中国历史上常见的、墓葬碑刻种类。现代研究者总结神道碑的特征：记述死者姓氏、官职、生平；立于神道旁，早期为双阙，后来碑、阙混合，统称神道碑。按堪輿師看法，应位于坟茔东南，也有例外；适用于君王、高官、勋爵等上层统治阶级:49—50。